# キャットクイル
キャットクイル（Catequil、1990年5月22日 - 2014年1月9日）は、カナダ生産、イギリス調教の競走馬。半姉にパシフィカスを持ち、日本の繁殖牝馬としてファレノプシス、キズナ、サンデーブレイクを生産した。

## 経歴
1990年5月22日、カナダ・オンタリオ州のウインドフィールズファームで誕生した。父にストームキャット、母にデラウェアオークス（G1）優勝馬パシフィックプリンセス、母父にダマスカスを持つ牝馬の競走馬として、馬主シェイク・モハメドによって所有され、イギリスのジェームズ・ファンショー調教師に預託された。現役時は1993年に2回出走してそれぞれ4着、3着に終わり、通算2戦0勝の成績を残した。
1993年暮れのセールで繁殖牝馬として売りに出された本馬を購入したのは、自家生産馬でGI競走を勝ちたいという夢を持っていた日本の馬主である前田幸治だった。本馬は、ビワハヤヒデおよびナリタブライアンを生産した繁殖牝馬パシフィカスと母を共有しており、その半妹にあたる。折しも1993年の日本競馬ではビワハヤヒデが菊花賞を、ナリタブライアンが朝日杯3歳ステークスを勝利しており、さらに翌1994年春を迎えるとビワハヤヒデが天皇賞（春）および宝塚記念を、ナリタブライアンが皐月賞および東京優駿を勝利した。
本馬の甥にあたる競走馬の活躍を受け、前田がビワハヤヒデの調教師である浜田光正と相談した結果、初年度の1994年の種付けには種牡馬ブライアンズタイムが選ばれ、翌1995年に本馬は「ナリタブライアンのいとこ（3/4同血）」となる初仔ファレノプシスを生産。ファレノプシスは1998年に桜花賞、秋華賞、2000年にエリザベス女王杯とGI競走を3勝した。その後フォーティナイナーとの配合で、1999年に第3仔サンデーブレイクを生産。アメリカで調教されたサンデーブレイクは2002年にベルモントステークスを3着したほか、G2競走を優勝し、種牡馬としてはイスパーン賞優勝馬ネヴァーオンサンデーなどを輩出した。さらに不受胎や流産、死産を経て、ディープインパクトとの配合で、20歳を迎えた2010年にキズナを生産。キズナは2013年に東京優駿を制し、種牡馬として複数の重賞馬を輩出している、「父ディープインパクト、母父ストームキャット」のニックスを代表する1頭である。
2014年1月9日、死亡した。

## 血統表
| キャットクイルの血統          | キャットクイルの血統       | キャットクイルの血統 | （血統表の出典） | （血統表の出典） |
| 父 Storm Cat 1983 黒鹿毛      | 父の父Storm Bird 1978 鹿毛 | Northern Dancer      | Nearctic         | Nearctic         |
| 父 Storm Cat 1983 黒鹿毛      | 父の父Storm Bird 1978 鹿毛 | Northern Dancer      | Natalma          |                  |
| 父 Storm Cat 1983 黒鹿毛      | 父の父Storm Bird 1978 鹿毛 | South Ocean          | New Providence   | New Providence   |
| 父 Storm Cat 1983 黒鹿毛      | 父の父Storm Bird 1978 鹿毛 | South Ocean          | Shining Sun      |                  |
| 父 Storm Cat 1983 黒鹿毛      | 父の母Terlingua 1976 栗毛  | Secretariat          | Bold Ruler       | Bold Ruler       |
| 父 Storm Cat 1983 黒鹿毛      | 父の母Terlingua 1976 栗毛  | Secretariat          | Somethingroyal   |                  |
| 父 Storm Cat 1983 黒鹿毛      | 父の母Terlingua 1976 栗毛  | Crimson Saint        | Crimson Satan    | Crimson Satan    |
| 父 Storm Cat 1983 黒鹿毛      | 父の母Terlingua 1976 栗毛  | Crimson Saint        | Bolero Rose      |                  |
| 母 Pacific Princess 1973 鹿毛 | 母の父Damascus 1964 鹿毛   | Sword Dancer         | Sunglow          | Sunglow          |
| 母 Pacific Princess 1973 鹿毛 | 母の父Damascus 1964 鹿毛   | Sword Dancer         | Highland Fling   |                  |
| 母 Pacific Princess 1973 鹿毛 | 母の父Damascus 1964 鹿毛   | Kerala               | My Babu          | My Babu          |
| 母 Pacific Princess 1973 鹿毛 | 母の父Damascus 1964 鹿毛   | Kerala               | Blade of Time    |                  |
| 母 Pacific Princess 1973 鹿毛 | 母の母Fiji 1960 栗毛       | Acropolis            | Donatello        | Donatello        |
| 母 Pacific Princess 1973 鹿毛 | 母の母Fiji 1960 栗毛       | Acropolis            | Aurora           |                  |
| 母 Pacific Princess 1973 鹿毛 | 母の母Fiji 1960 栗毛       | Riffi                | Mossborough      | Mossborough      |
| 母 Pacific Princess 1973 鹿毛 | 母の母Fiji 1960 栗毛       | Riffi                | Khanum           |                  |
| 母系(F-No.)                   | (FN:13-a)                  | (FN:13-a)            | (FN:13-a)        | [ § 2 ]          |
| 5代内の近親交配               | Nearco 5×5=6.25%           | Nearco 5×5=6.25%     | Nearco 5×5=6.25% | [ § 3 ]          |
| 出典                          | 1. 2. 3.                   | 1. 2. 3.             | 1. 2. 3.         | 1. 2. 3.         |